# Metrosideros sclerocarpa
Metrosideros sclerocarpa är en myrtenväxtart som beskrevs av J.W.Dawson. Metrosideros sclerocarpa ingår i släktet Metrosideros och familjen myrtenväxter.
Artens utbredningsområde är Lord Howeön. Inga underarter finns listade i Catalogue of Life.